# Diócesis de San Bartolomé de Chillán
La diócesis de San Bartolomé de Chillán (en latín: Dioecesis Sancti Bartholomaei de Chillán) es una circunscripción eclesiástica de la Iglesia católica en Chile. Se trata de una diócesis latina, sufragánea de la arquidiócesis de la Santísima Concepción. Desde el 5 de febrero de 2020 su obispo fue Sergio Hernán Pérez de Arce Arriagada, de la Congregación de los Sagrados Corazones, trasladado a la sede de la Arquidiócesis de la Santísima Concepción como arzobispo metropolitano, en el nombramiento publicado por la santa Sede el jueves 16 de mayo a las 12:00 horas de Roma.

## Territorio y organización
La diócesis tiene 12 461 km² y extiende su jurisdicción sobre los fieles católicos de rito latino residentes en la región de Ñuble, excepto las comunas de Coelemu y Ránquil.
La sede de la diócesis se encuentra en la ciudad de Chillán, en donde se halla la Catedral de San Bartolomé.
En 2021 en la diócesis existían 21 parroquias agrupadas en 4 decanatos:

### Decanato Chillán
- Parroquia El Sagrario (Catedral), Chillán
- Parroquia San Francisco, Chillán
- Parroquia San Pablo, Chillán
- Parroquia Sagrada Familia, Chillán
- Parroquia Nuestra Señora de La Merced, Chillán
- Parroquia Buen pastor, Chillán
- Parroquia Santo Domingo, Chillán
- Parroquia Virgen del Carmen, Chillán
- Parroquia San Vicente de Paul, Chillán
- Parroquia San Juan de Dios, Chillán
- Parroquia Nuestra Señora de Fátima (Colliguay), Chillán
- Parroquia San Bernardo, Chillán Viejo
- Parroquia Nuestra Señora de Tránsito, Pinto
- Parroquia Sagrado Corazón de Jesús, Coihueco
- Parroquia Santa Teresa de los Andes, Chillán

### Decanato Norte
- Parroquia San Carlos de Borromeo, San Carlos
- Parroquia Santísima Trinidad, San Carlos
- Parroquia San Gregorio, San Gregorio
- Parroquia San Fabián, San Fabián
- Parroquia Santísima Trinidad, (Cachapoal) San Carlos

### Decanato Costa
- Parroquia Cristo Rey, San Nicolás
- Parroquia Nuestra Sra. del Carmen, Portezuelo
- Parroquia Dulce Nombre de Jesús, Quirihue
- Parroquia San José, Cobquecura
- Parroquia Nuestra Señora del Rosario, Ninhue

### Decanato Sur
- Parroquia Santísima Cruz, Bulnes
- Parroquia Inmaculada Concepción, Quillón
- Parroquia San Miguel, Yungay
- Parroquia San José, Pemuco
- Parroquia Nuestra Señora del Carmen, El Carmen
- Parroquia San Ignacio, San Ignacio
- Parroquia Nuestra Sra. de Guadalupe, (Quiriquina) San Ignacio

## Historia
Chillán era parte de la diócesis de la Santísima Concepción (hoy arquidiócesis) y en 1916 fue establecida una gobernación eclesiástica dependiente del obispo de Concepción con poder en las provincias de Linares, Maule y Ñuble. El primer gobernador eclesiástico, Reinaldo Muñoz Olave, fue dotado de carácter episcopal como obispo de titular de Pogla, hasta 1920, cuando fue reemplazado por Zacarías Muñoz, quien se mantuvo en su cargo hasta su muerte el año siguiente a su designación. Fue reemplazado por Luis Felipe Contardo en 1921, quien falleció al año siguiente de su designación, siendo reemplazado por el fray Luis Venegas.
El 16 de marzo de 1923 fue nombrado Martín Rücker Sotomayor como administrador apostólico de Chillán, hasta que la diócesis de Chillán fue erigida el 18 de octubre de 1925 con la bula Notabiliter aucto del papa Pío XI, en conjunto con las diócesis de Linares y Temuco, con territorio desmembrado de la diócesis de Concepción. Originalmente fue sufragánea de la arquidiócesis de Santiago de Chile. La ejecución se concretó el 25 de abril de 1926, asignándole como territorio la provincia de Ñuble y los departamentos de Cauquenes, Chanco e Itata, de la provincia de Maule. A la par se erigía como Catedral de Chillán la iglesia matriz, bajo el título de San Bartolomé, apóstol y patrono de Chillán.
Tras el fallecimiento de Rücker, fue sucedido por Luis Arsenio Venegas Henríquez como vicario capitular hasta 1937, siendo reemplazado por Jorge Larraín Cotapos. Su cargo estuvo marcado por la destrucción de diversas iglesias, producto del Terremoto de Chillán de 1939, entre las cuales se encontraba la Catedral de Chillán. Su labor desde entonces, fue la reconstrucción de la catedral, cual no alcanzó a ver finalizada, puesto que falleció, cinco años antes de su inauguración.
El 20 de mayo de 1939 pasó a formar parte de la provincia eclesiástica de la arquidiócesis de la Santísima Concepción.
El obispo Eladio Vicuña Aránguiz, fue quien se encargó de la inauguración de la nueva sede de la diócesis tras asumir en 1955, hasta que en 1974 fue designado Arzobispo de Puerto Montt por el papa Pablo VI, dejando a la diócesis de Chillán bajo la administración de Francisco José Cox Huneeus hasta 1981.
El 10 de enero de 1963 cedió algunas parroquias a la diócesis de Linares.
En 1982 asumió Alberto Jara Franzoy, y luego en 2006 fue designado el obispo Carlos Pellegrin Barrera.
El 1 de noviembre de 2017 asumió su nombre actual, en virtud del decreto Multum conferre de la Congregación para los Obispos.
Desde el 21 de septiembre de 2018 se encontraba en sede vacante, luego de la renuncia de Pellegrín. Su administrador apostólico sede vacante ad nutum Sanctae Sedis fue el sacerdote Sergio Pérez de Arce, quien el 5 de febrero de 2020 el papa Francisco lo nombró obispo de San Bartolomé de Chillán.

## Estadísticas
Según el Anuario Pontificio 2021 la diócesis tenía a fines de 2020 un total de 347 740 fieles bautizados.
| Año                                                                             | Población            | Población | Población      | Sacerdotes | Sacerdotes    | Sacerdotes    | Bautizados por sacerdote | Diáconos permanentes | Religiosos | Religiosos | Parroquias |
| Año                                                                             | Bautizados católicos | Total     | % de católicos | Total      | Clero secular | Clero regular | Bautizados por sacerdote | Diáconos permanentes | Varones    | Mujeres    | Parroquias |
| ------------------------------------------------------------------------------- | -------------------- | --------- | -------------- | ---------- | ------------- | ------------- | ------------------------ | -------------------- | ---------- | ---------- | ---------- |
| 1948                                                                            | 258 552              | 287 279   | 90.0           | 75         | 35            | 40            | 3447                     |                      | 57         | 102        | 26         |
| 1966                                                                            | 250 000              | 300 000   | 83.3           | 77         | 40            | 37            | 3246                     |                      | 40         | 120        | 28         |
| 1970                                                                            | 259 050              | 314 000   | 82.5           | 58         | 33            | 25            | 4466                     |                      | 26         | 110        | 28         |
| 1973                                                                            | 262 422              | 358 595   | 73.2           | 46         | 24            | 22            | 5704                     | 16                   | 27         | 95         | 30         |
| 1980                                                                            | 301 000              | 361 000   | 83.4           | 41         | 26            | 15            | 7341                     | 24                   | 17         | 105        | 30         |
| 1990                                                                            | 375 000              | 418 000   | 89.7           | 43         | 29            | 14            | 8720                     | 17                   | 14         | 112        | 28         |
| 1999                                                                            | 355 000              | 432 383   | 82.1           | 45         | 33            | 12            | 7888                     | 21                   | 12         | 95         | 31         |
| 2000                                                                            | 353 000              | 433 393   | 81.5           | 45         | 32            | 13            | 7844                     | 21                   | 13         | 95         | 31         |
| 2001                                                                            | 311 000              | 441 231   | 70.5           | 44         | 32            | 12            | 7068                     | 20                   | 12         | 97         | 31         |
| 2002                                                                            | 305 200              | 436 002   | 70.0           | 46         | 33            | 13            | 6634                     | 31                   | 17         | 104        | 31         |
| 2003                                                                            | 305 200              | 436 002   | 70.0           | 53         | 39            | 14            | 5758                     | 31                   | 23         | 99         | 31         |
| 2004                                                                            | 305 200              | 436 002   | 70.0           | 53         | 38            | 15            | 5758                     | 31                   | 18         | 83         | 31         |
| 2006                                                                            | 304 000              | 441 000   | 68.9           | 54         | 37            | 17            | 5629                     | 37                   | 19         | 80         | 31         |
| 2013                                                                            | 324 900              | 464 000   | 70.0           | 49         | 40            | 9             | 6630                     | 32                   | 12         | 68         | 31         |
| 2016                                                                            | 334 473              | 477 964   | 70.0           | 48         | 40            | 8             | 6968                     | 30                   | 10         | 69         | 31         |
| 2017                                                                            | 337 820              | 482 745   | 70.0           | 49         | 41            | 8             | 6894                     | 34                   | 11         | 69         | 31         |
| 2020                                                                            | 347 740              | 497 000   | 70.0           | 40         | 34            | 6             | 8693                     | 31                   | 7          | 59         | 31         |
| Fuente: Catholic-Hierarchy, que a su vez toma los datos del Anuario Pontificio. |                      |           |                |            |               |               |                          |                      |            |            |            |

## Episcopologio

### Gobernadores eclesiásticos
- Reinaldo Muñoz Olave † (1 de marzo de 1916-1920 renunció)
- Zacarías Muñoz Henríquez † (1920-1921 falleció)
- Luis Arsenio Venegas Henríquez † (1922-1924 interinato)

### Obispos de Chillán

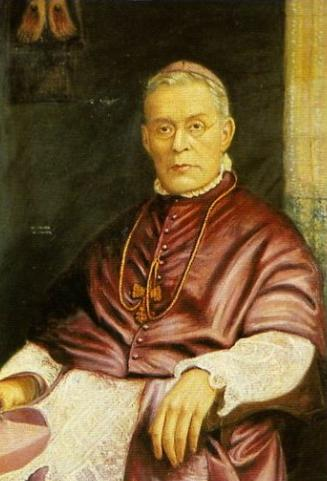
Martín Rücker Sotomayor, primer obispo de Chillán

- Martín Rücker Sotomayor † (14 de diciembre de 1925[nota 2]-6 de enero de 1935 falleció)
- Jorge Larraín Cotapos † (20 de marzo de 1937-10 de agosto de 1955 falleció)
- Eladio Vicuña Aránguiz † (28 de agosto de 1955-16 de julio de 1974 nombrado arzobispo de Puerto Montt)
- Francisco José Cox Huneeus, P.Schönstatt † (14 de diciembre de 1974-9 de noviembre de 1981 renunció)
- Alberto Jara Franzoy † (30 de abril de 1982-25 de marzo de 2006 retirado)
- Carlos Eduardo Pellegrín Barrera, S.V.D. (25 de marzo de 2006-21 de septiembre de 2018 renunció)
- Sergio Hernán Pérez de Arce Arriagada, SS.CC., (5 de febrero de 2020[nota 3]- 16 de mayo de 2024 nombrado Arzobispo de Concepción)